# أليسون روزين
أليسون روزين (بالإنجليزية: Alison Rosen)‏ هي مدونة صوتية أمريكية، ولدت في 11 مايو 1975.

## روابط خارجية
- أليسون روزين على موقع IMDb (الإنجليزية)